# Annette Spellerberg
Annette Spellerberg (* 1960 in Warburg) ist eine deutsche Soziologin, die seit 2008 als Professorin für Stadtsoziologie an der Rheinland-Pfälzischen Technischen Universität in Kaiserslautern tätig ist. Sie ist Expertin für sozialen und demographischen Wandel, Lebensstil- und Milieuforschung, Stadtsoziologie, Sozialwissenschaftliche Methoden, Wohnsoziologie.

## Biografie
Annette Spellerberg legte 1980 das Abitur ab und studierte anschließend bis 1987 Sozialwissenschaften, Politik, Psychologie und Pädagogik an der Universität Paderborn und der FU Berlin. 1990 erhielt sie ein Stipendium für ihre Promotion am Wissenschaftszentrum Berlin für Sozialforschung in der Abteilung Sozialstruktur und Sozialberichterstattung. Von 1991 bis 1995 war Spellerberg in dieser Abteilung des Wissenschaftszentrums als wissenschaftliche Assistentin beschäftigt und promovierte im Mai 1995. Von 1996 bis 1998 leitete Spellerberg das Projekt Lebensstile, Wohnbedürfnisse und Mobilitätsbereitschaft an der FU und dem Wissenschaftszentrum Berlin. Danach war sie zwei Jahre Fellow am Center for Advanced Study in the Behavioral Sciences der Stanford University in Kalifornien. 2000 erhielt Spellerberg durch die Deutsche Forschungsgemeinschaft ein Stipendium für ihre Habilitation. Im selben Jahr ging sie für zwei Jahre als wissenschaftliche Assistentin an den Lehrstuhl für Allgemeine Soziologie I. der Universität Bamberg.
Im Jahr 2002 wurde Spellerberg als Juniorprofessorin für Stadtsoziologie an die damalige TU Kaiserslautern, heute RPTU Kaiserslautern-Landau berufen. 2008 übernahm sie dort den Lehrstuhl für Stadtsoziologie und wurde 2014 zur Dekanin des Fachbereichs Raum- und Umweltplanung gewählt. 2020 wurde Spellerberg Vizepräsidentin der Akademie für Raumentwicklung der Leibniz-Gemeinschaft.

## Preise und Auszeichnungen
- 2009: 2. Preis beim Wettbewerb Alternde Räume. Infrastruktur und Nahversorgung der Schader-Stiftung
- 2010: mit Litz et al. Innovationspreis Rheinland-Pfalz
- 2011: mit L. Schelisch. TU-Preis für Studium und Lehre. Evaluation des Studiengangs, Kaiserslautern
- 2012: Best Congress Paper Prize der AESOP (Association of European Schools of Planning; 26th Congress), Ankara
- 2013: Alterfinden – Neue Technik für ein selbstbestimmtes Leben im Alter. Best-Practice-Sonderpreis der Hans Sauer Stiftung

## Publikationen (Auswahl)
- Wie künstliche Intelligenz die Verwaltung verändert. In: LandInForm –Magazin für ländliche Räume. 02. 2020, S. 46–47.
- Ist Heimat ein Ort? In: Deutsche Akademie für Städtebau und Landesplanung (Hg.). Stadt Denken 3. 2019, S. 141–147.
- mit L. Schelisch et al.: The Cooperative as Legal Form for Cohousing Projects in the German State of Rhineland-Palatinate: A Status Report. In: J. Palmer, L. Tummers  (Hrsg.):  Built  Environment.  45/3, 2019 Collaborative  Housing:  Resident  and Professional Roles. S. 288–401.
- mit L. Eichholz.  Lutz: Wohnen  von  Geflüchteten  in  Rheinland-Pfalz.  In: PLANERIN. Heft 2/19, April 2019 SRL (Hrsg.), S. 50–52.
- mit Ch. Giehl: Armut und Wohnen. In: Böhnke, Petra, Dittmann, Jörg, Goebel, Jan (Hrsg.): Handbuch Armut. Barbara Budrich. Utb., Opladen & Toronto 2018, S. 270–281.
- Soziale Differenzierung durch Lebensstile: Eine empirische Untersuchung zur Lebensqualität in West- und Ostdeutschland. Edition Sigma Verlag, 1996, ISBN 978-3-89404-155-7.